# Musique à bouches
 (novembre 2023).
Musique à bouches est un ensemble vocal de musique traditionnelle québécoise, composé de David Bélanger, Olivier Brousseau, Jérôme Fortin, Sylvain Trudel et Michel Grandmaison.

## Histoire
C’est dans le cadre de répétitions pour le concert de Noël de la chorale du village de Johnville, en Estrie, que les membres de Musique à bouches ont commencé à se réunir pour chanter, au début des années 2000. Après les répétitions, tous se réunissaient chez René Desmarais et Daniel Charest, deux des membres fondateurs du groupe, pour fraterniser, prendre un verre et chanter des chansons du répertoire québécois et traditionnel. Le bassin de chansons de groupes comme Les Charbonniers de l’Enfer, Jim et Bertrand ou La Bottine Souriante était le principal terreau d'où les pièces étaient puisées. Puis, lors des Journées de la Culture en 2005, ils ont été invités à aller présenter 3 ou 4 chansons a capella à l’église de Saint-Venant-de-Paquette ; le nom Musique à bouches a vu le jour à cette occasion[réf. souhaitée]
La formation, composée de 6 membres (David Bélanger, Olivier Brousseau, Daniel Charest, René Desmarais, Jérôme Fortin et Sylvain Trudel), enregistre un album live en 2009, puis René Desmarais et Daniel Charest se retirent pour laisser la place à Isaël McIntyre, un nouveau chanteur qui incorpore la podorythmie aux pièces du groupe. Le penchant traditionnel de Musique à bouches commence alors à se dessiner de plus en plus, délaissant les chants plus classiques qui ont marqué les débuts de la formation estrienne. C’est dans cette mouvance que le quintette lance l’album Jusqu’aux oreilles, en 2014, sous l’étiquette Les Disques Passeport. Ce disque lui a valu une nomination à l’ADISQ en 2016 dans la catégorie « Album traditionnel » et lui a permis d’être lauréat du prix « Groupe vocal de l’année » aux Prix de musique folk canadienne la même année.
Après plusieurs spectacles au Québec et deux passages en France, la formation commence en 2018 son association avec l’Agence Résonances, qui le représente encore à ce jour. En parallèle, le groupe décide d’aller à la rencontre de « sourciers » qui ont accepté de leur partager leur vaste répertoire de chansons traditionnelles. De plus, des collectes aux Archives de Folklore et d’Ethnologie de l’Université Laval ont permis d’enrichir de façon considérable la banque de chansons qui serviront à l’enregistrement de L’habit de plumes, paru en 2019. Avec cet opus, le groupe a été nommé au Prix de musique folk canadienne en 2020.
Durant la période de la pandémie de Covid-19, Isaël McIntyre réoriente sa carrière professionnelle et quitte la formation. Il laisse sa place à un ami musicien de la formation ayant déjà remplacé divers membres au fil des années : Michel Grandmaison. Ce dernier, qui assure également la podorythmie, s’est approprié le répertoire existant du groupe et a travaillé avec lui à l’élaboration de l’album Il est grand temps, paru en novembre 2022. Ce disque a valu une nomination à Musique à bouches à l’ADISQ 2023 dans la catégorie « Album traditionnel », ainsi qu’au Prix de musique folk canadienne 2024 dans la catégorie « Groupe vocal de l’année ».
Musique à bouches poursuit sa mission de partager en chanson le patrimoine traditionnel québécois en présentant plusieurs spectacles, principalement au Québec, mais également aux États-Unis (Vermont, Massachusetts, New Hampshire et Montana) et dans les autres provinces canadiennes.

## Membres du groupe
- David Bélanger : voix
- Olivier Brousseau : voix
- Jérôme Fortin : voix
- Sylvain Trudel : voix
- Michel Grandmaison : voix, podorythmie

## Anciens membres du groupe
- René Desmarais : voix
- Daniel Charest : voix
- Isaël McIntyre : voix

## Discographie
- 2009 : En spectacle
- 2014 : Jusqu’aux oreilles
- 2019 : L’habit de plumes
- 2022 : Il est grand temps

## Prix et distinctions
- 2016 : Récipiendaire du Prix de musique folk canadienne « Groupe vocal de l’année »[9]
- 2016 : Nomination au Gala de l’ADISQ dans la catégorie "Album de l’année - Traditionnel", pour l’album Jusqu’aux oreilles
- 2017 : Sélection officielle pour Northeast Regional Folk Alliance[10]
- 2020 : Nomination pour le Prix de musique folk canadienne dans la catégorie « Groupe vocal de l’année »[11]
- 2023 : Nomination pour le Prix de musique folk canadienne dans la catégorie « Groupe vocal de l’année »[12]
- 2023 : Nomination au Gala de l’ADISQ dans la catégorie "Album de l’année - Traditionnel", pour l’album Il est grand temps
- 2024 : Nomination pour le Prix de musique folk canadienne dans la catégorie « Groupe vocal de l’année »[13]